# Lindsay Belisle
Lindsay Belisle (* 1. Oktober 1977 in Kispiox Valley bei Hazelton, British Columbia) ist eine ehemalige kanadische Ringerin. Sie war 2006 Vizeweltmeisterin in der Gewichtsklasse bis 51 kg Körpergewicht.

## Werdegang
Lindsay Belisle begann 1994 mit dem Ringen. Zu diesem Zeitpunkt besuchte sie das Douglas College in Hazelton. Sie gehörte damals dem Hazelton Wrestling Club an. Nach ihrer High-School-Zeit besuchte sie die Simon-Fraser-University in Burnaby, wo sie ein Pädagogikstudium aufnahm und wurde Mitglied des Burnaby Mountain Wrestling Club. Ihr Trainer war damals Mike Jones, später kamen noch Dave McKoy und Justin Abdou hinzu.
Lindsay Belisle gehört mit Christine Nordhagen zu den Pionierinnen des kanadischen Frauenringens. Als diese mit dem Ringen begannen, gab es in ganz Kanada gerade einmal ca. 150 Ringerinnen. Bis 2008 hat sich diese Zahl auf annähernd 5.000 erhöht.
1997 wurde sie erstmals kanadische Meisterin. Bis zum Jahre 2006 gewann sie diesen Titel dann noch siebenmal. Sie rang dabei in den Gewichtsklassen bis 44 kg, 46 kg, 48 kg u. 51 kg Körpergewicht (KG), wobei zu bemerken ist, dass die Gewichtsklasseneinteilung vom intern. Ringerverband FILA mehrfach geändert wurde. Ferner betätigte sie sich nur im freien Stil, dem Stil, der bei den Frauen ausschließlich gerungen wird.
Ihre internationale Karriere begann im Jahre 1998 bei den Panamerikanischen Meisterschaften in Winnipeg. Sie gewann dort in der Gewichtsklasse bis 46 kg KG vor der Mexikanerin Maria de las Angelos Barraza Sanchez und der US-Amerikanerin Afsoon Roshanzamir.
1999 und 2000 nahm sie auch an den Weltmeisterschaften im schwedischen Boden und in Sofia teil, konnte dort aber beide Male nur den 11. Platz belegen. Weitaus erfolgreicher war Lindsay Belisle bei den Weltmeisterschaften 2001 in Sofia und 2002 in Chalkidis/Griechenland. Sie verfehlte bei beiden Veranstaltungen jeweils in der Klasse bis 51 kg KG mit vierten Plätzen knapp eine Medaille. 2001 scheiterte sie an der Chinesin Gao Yanzhi und 2002 an Sofia Poumpouridou aus Griechenland und Natalja Golts aus Russland.
Einen Rückschlag erlitt Lindsay Belisle bei den Weltmeisterschaften 2003 in New York, denn dort erreichte sie in der Klasse bis 48 kg KG mit einem Sieg über Maria del Mar Peralta aus Spanien und nach einer Niederlage gegen Patricia Miranda aus den Vereinigten Staaten nur den 12. Platz.
Im Jahre 2004 setzte sie sich bei der kanadischen Olympiaausscheidung (Tirals) in der Klasse bis 48 kg KG gegen die Vizeweltmeisterin von 2001 Carol Huynh, die wie sie aus Hazelton stammte, durch und vertrat Kanada bei den Olympischen Spielen in Athen. In Athen unterlag sie in ihren Kämpfen gegen Chiharu Ichō aus Japan und Brigitte Wagner aus Deutschland und kam damit nur auf den 11. Platz.
Im Jahre 2005 erreichte Lindsay Belisle bei den Welt-Universitäts-Meisterschaften in Izmir in der Klasse bis 51 kg hinter der Ukrainerin Irina Melnik-Merleni einen guten 2. Platz. Im Jahre 2006 gewann sie erneut den Titel bei den Panamerikanischen Meisterschaften in Rio de Janeiro vor Jennifer Wong aus den Vereinigten Staaten und Jenny Suazo aus Peru. Bei den sich anschließenden Weltmeisterschaften in Guangzhou/China gelang ihr dann in der Klasse bis 51 kg KG der größte Erfolg in ihrer Laufbahn, denn sie wurde im dortigen Tianhe Gymnasium mit vier Siegen und einer Niederlage im Endkampf gegen Hitomi Sakamoto aus Japan Vizeweltmeisterin. Unter den von ihr geschlagenen Ringerinnen war dabei auch die deutsche Meisterin Brigitte Wagner.
Nach diesen Weltmeisterschaften beendete Lindsay Belisle ihr internationale Ringerlaufbahn. Sie ist seitdem Trainerin für Ringen an der Simon-Fraser-University in Burnaby.

## Internationale Erfolge
(OS = Olympische Spiele, WM = Weltmeisterschaften, KG = Körpergewicht)
- 1998, 1. Platz, Panamerikanische Meisterschaften in Winnipeg, bis 46 kg KG, vor Maria de las Angelos Barraza Sanchez, Mexiko u. Afsoon Roshanzamir, USA;
- 1999, 11. Platz, WM in Boden, Hildursborg, Schweden, bis 46 kg KG, nach Niederlagen gegen Julia Woitowa, Ukraine u. Tricia Saunders, USA;
- 2000, 1. Platz, Canada-Cup in Guelph, bis 46 kg kG, vor Magdalena Arellano, Mexiko u. Mariza Collazo, USA;
- 2000, 11. Platz, WM in Sofia, bis 51 kg KG, Siegerin: Hitomi Sakamoto, Japan vor Patricia Miranda, USA u. Ida Hellström, Schweden;
- 2001, 4. Platz, WM in Sofia, bis 51 kg KG, mit Siegenüber Marta Wojtanowska, Polen, Naidangiin Otgondschargal, Mongolei u. Stefanie Murata, USA u. einer Niederlage gegen Gao Yanzhi, China;
- 2002, 4. Platz, WM in Chalkidis/Griechenland, bis 51 kg KG, mit Siegen über Kyle Bremner, Australien u. Juragiin Gandolgor, Mongolei u. Niederlagen gegen Sofia Poumpouridou, Griechenland und Natalja Golts, Russland;
- 2002, 3. Platz, Universitäts-WM in Edmonton, bis 51 kg KG, mit Siegen über Liliana Rosales Alcandor, Mexiko, einer Niederlage gegen Chiharu Ichō, Japan, einem Sieg über Kera Pemberton, USA u. einer Niederlage gegen Gao Yanzhi;
- 2003, 1. Platz, Guelph-Open, bis 48 kg KG, vor Belinda Chou u. Krysta Wells, bde. Kanada;
- 2003, 1. Platz, Manitoba-Open, bis 48 kg KG, vor Lindsay Rushton, Kanada u. Myriam Prost, Frankreich;
- 2003, 2. Platz, Panamerikanische Meisterschaften in Guatemala, bis 48 kg KG, hinter Mayelis Caripá, Venezuela u. vor Patricia Miranda u. Flor Quispe Cordova, Peru;
- 2003, 2. Platz, Panamerikanische Spiele in Santo Domingo, bis 48 kg KG, hinter Patricia Miranda u. vor Flor Quispe Cordova u. Mayelis Caripá;
- 2003, 12. Platz, WM in New York, bis 48 kg KG, nach Niederlagen gegen Patricia Miranda u. Maria del Mar Peralta, Spanien;
- 2003, 1. Platz, Weltcup in Tokio, bis 51 kg kG, vor Jennifer S. Wong, USA, Ren Xuecheng, China u. Chiharu Icho;
- 2004, 3. Platz, "Dave-Schultz"-Memorial in Colorado Springs, bis 48 kg KG, hinter Patricia Miranda u. Brigitte Wagner, Deutschland, vor Clarissa Chun u. Sara Fulp-Allen, bde. USA;
- 2004, 2. Platz, Austrian-Open, bis 48 kg KG, hinter Brigitte Wagner u. vor Carol Huynh, Kanada u. Angélique Berthenet-Hidalgo, Frankreich;
- 2004, 3. Platz, FILA-Test-Turnier in Athen, bis 48 kg KG, mit Siegen über Kamelia Tzekowa, Bulgarien, Fani Psatha, Griechenland u. Angélique Berthenet-Hidalgo u. Niederlagen gegen Chiharu Icho u. Brigitte Wagner;
- 2004, 1. Platz, Olympiaqualifikationsturnier in Madrid, bis 48 kg KG, vor Tsogtbadsaryn Enchdschargal, Mongolei, Lidia Karamtschatkowa, Tadschikistan u. Fadhila Louati, Tunesien;
- 2004, 11. Platz, OS in Athen, bis 48 kg KG, nach Niederlagen gegen Chiharu Ichō u. Brigitte Wagner;
- 2005, 1. Platz, "Dave-Schultz"-Memorial in Colorado Springs, bis 51 kg KG, vor Erica Sharp, Kanada u. Stefanie Murata, USA;
- 2005, 2. Platz, Universitäts-WM in Izmir, bis 51 kg KG, hinter Irina Melnik-Merleni, Ukraine, vor Alena Iwanowa Kareicha, Weißrussland u. Mary Kelly, USA;
- 2006, 1. Platz, Panamerikanische Meisterschaften in Rio de Janeiro, bis 51 kg KG, vor Jennifer S. Wong u. Jenny Suazo, Peru;
- 2006, 2. Platz, WM in Guangzhou/China, bis 51 kg KG, mit Siegen über Thokraw Sriprapa, Thailand, Alena Adschinskaja, Russland, Park Yeon-jin, Südkorea u. Brigitte Wagner u. einer Niederlage gegen Hitomi Sakamoto;
- 2007, 5. Platz, "Dave-Schultz"-Memorial in Colorado Springs, bis 51 kg KG, hinter Patricia Miranda, Jennifer S. Wong, Erica Sharp, Kanada u. Alena Adschinskaja

## Kanadische Meisterschaften
Lindsay Belisle errang zwischen 1997 und 2006 insgesamt acht kanadische Meistertitel in unterschiedlichen Gewichtsklassen.

## Olympiaausscheidung (Trials)
- 2004, 1. Platz, bis 48 kg KG, vor Carol Huynh